# 異齒獸屬
異齒獸屬（學名：Anomodon）是種已滅絕合弓綱動物，是異齒亞目二齒獸下目的一屬，生存於二疊紀的非洲，化石被發現於南非的卡魯盆地 。

## 外部連結
- Mikko's Phylogeny Archive （页面存档备份，存于）